# Musée des Beaux-Arts et d'Archéologie de Vienne
Pour les articles homonymes, voir Musée des Beaux-Arts et Musée des Beaux-Arts et d'Archéologie.
Le musée des Beaux-Arts et d'Archéologie de Vienne est un musée français. Il fait partie des cinq sites de la ville de Vienne regroupant le Musée de l'Industrie textile, le Musée Saint-Pierre, le Théâtre antique de Vienne et le cloître Saint-André-le-Bas.
Situé dans une ancienne halle aux grains, en plein cœur de la ville iséroise, il ouvre ses portes au public en 1895 et présente depuis des collections variées, du Néolithique jusqu'à l'époque contemporaine.

## Historique du lieu

### Construction du lieu

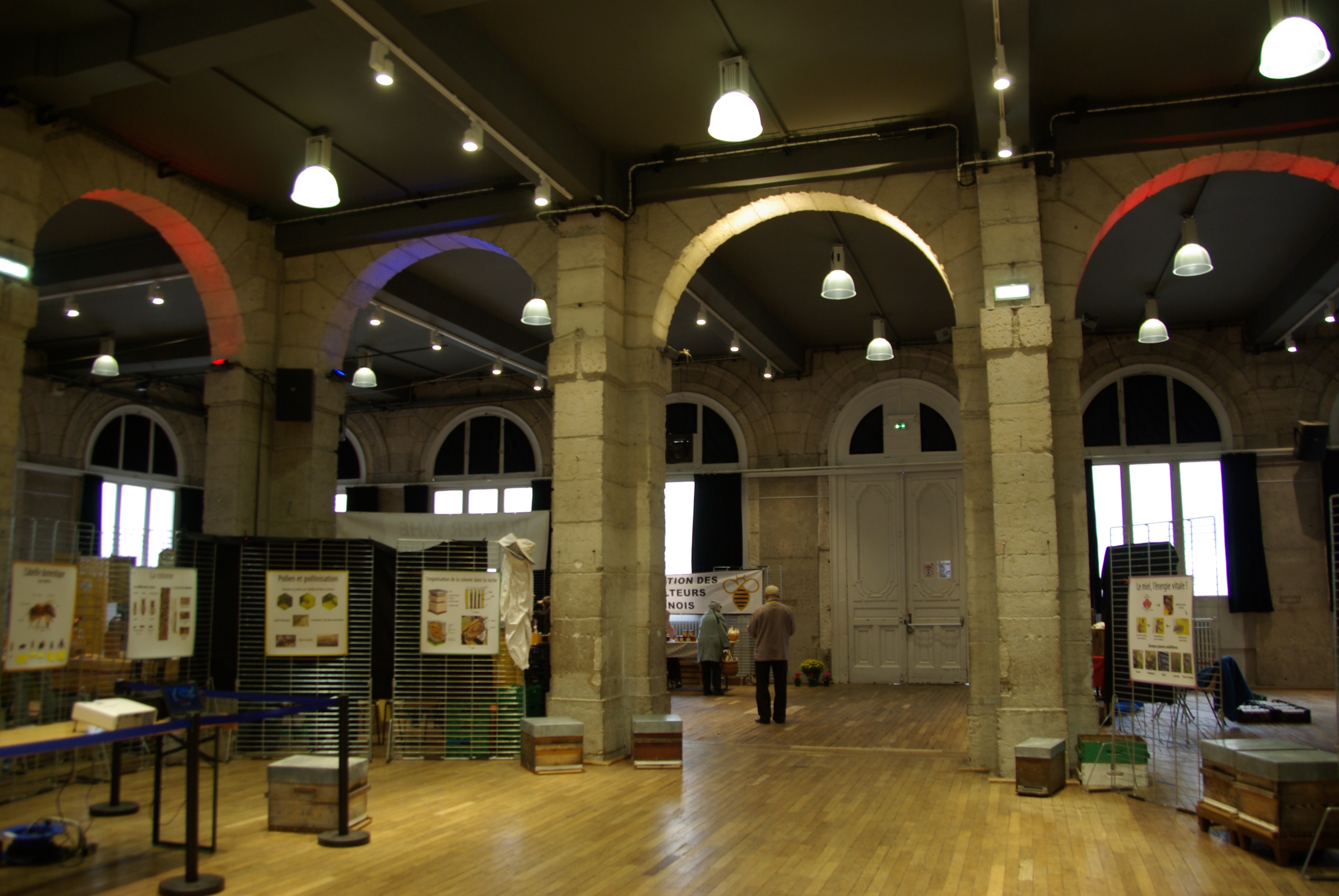
Rez-de-chaussée de la Halle aux grains

Entre le XVIIIe et le XIXe siècle, Vienne est en pleine mutation en raison de son essor industriel. La population augmente alors fortement : elle passe de 7 500 habitants en 1715 à 12 035 en 1793.
Dans le centre ancien, le parcellaire hérité du Moyen Âge, très dense, est remanié partiellement. Le souhait de remodeler la ville entraîne la démolition de plusieurs édifices religieux, dont le palais de l’archevêque, situé au nord-est de la cathédrale Saint-Maurice. Une grande place est aménagée. En son centre, De Teyssier de Miremont, maire de Vienne de 1816 à 1830, construit une halle à grains en 1823.

### Transformation du lieu
Le bâtiment de la Place de Miremont n'avait donc pas pour vocation d'accueillir un musée et c'est donc le musée Saint-Pierre qui devient le premier musée de Vienne, en 1809, à la suite d'un don de Pierre Schneyder, qui lègue l'ensemble des œuvres qu'il a rassemblées à la ville.

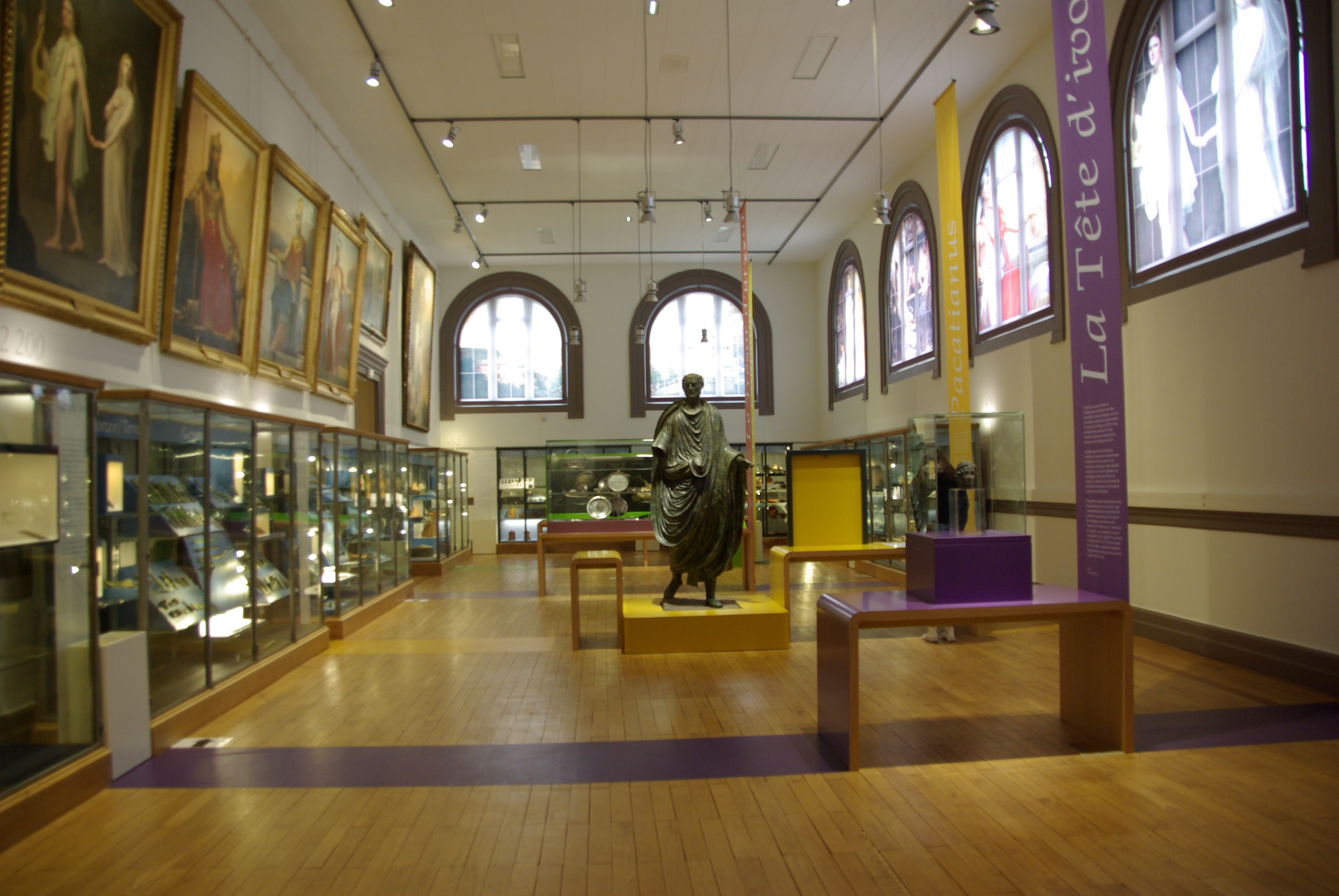
Salle Antiquité.

Quelques années plus tard, le musée est transféré dans l'ancienne église Notre-Dame-de-Vie, actuel temple d'Auguste et Livie.
Puis, la décision est prise d'ajouter un étage supplémentaire à la halle aux grains de la Place Miremont afin qu'elle puisse accueillir un nouveau lieu de présentation des collections. Le projet, soutenu par le maire Camille Jouffray, est réalisé par l'architecte Ernest Bizot, futur conservateur du musée. Le nouveau musée, qui accueille également une bibliothèque, ouvre ses portes le 1er septembre 1895.

## Collections

### Antiquité

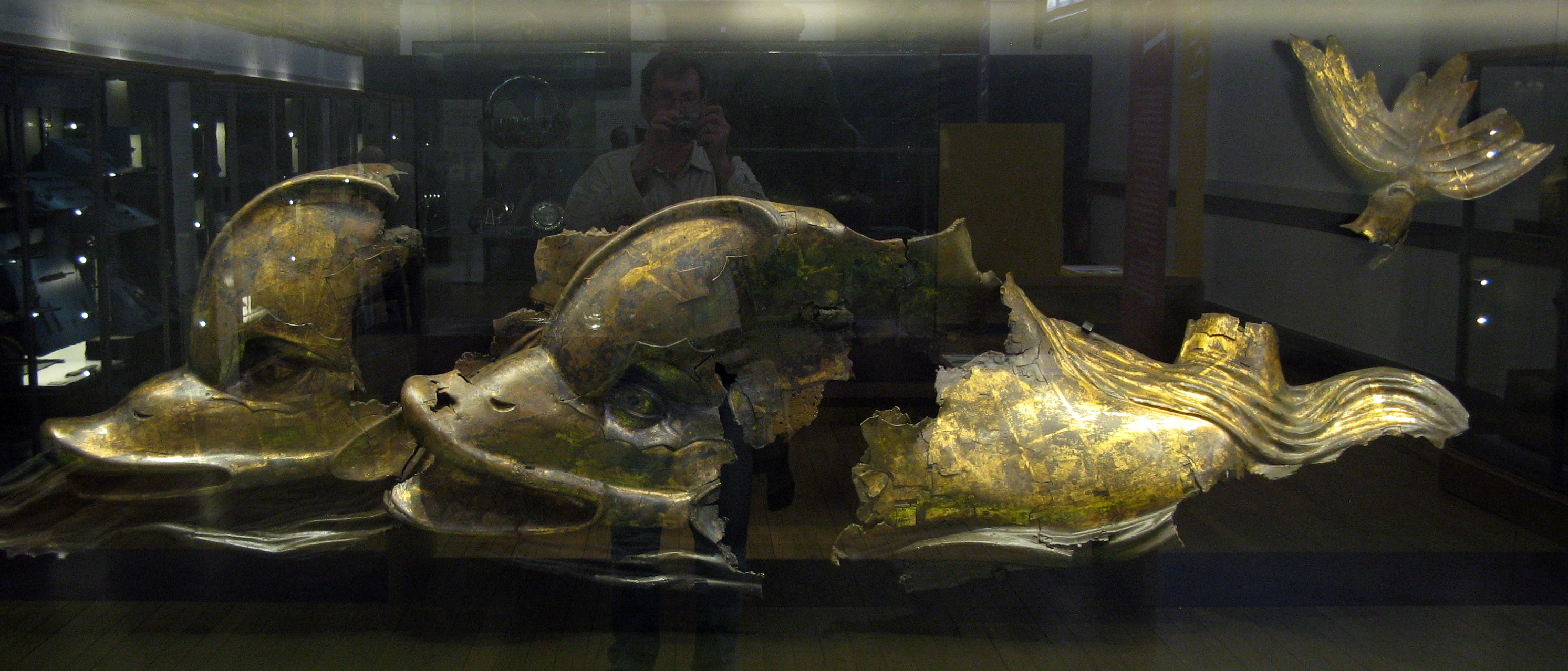
Dauphins en bronze doré.

La richesse de la cité antique de Vienne se reflète dans les collections de cette période. Plusieurs bronzes monumentaux (statue grandeur nature en ronde-bosse de Pacatianus, IIe siècle apr. J.-C., relief en bronze doré des dauphins, fragments de statue équestre) constituent un ensemble remarquable.
Le dépôt de la place Camille-Jouffray est découvert en 1984, lors du sauvetage de la place Camille Jouffray. Il a été trouvé dans une maison, située à l'est de la voie principale et proche d'un fanum, petit temple de tradition gauloise. La découverte regroupe un ensemble d'objets métalliques datant du début du IVe siècle.
Il comporte des éléments en fer (outillage), en bronze (vaisselle) et surtout en argent : enterré au début du IVe siècle, il se compose de vaisselle (plat à décor pastoral, trident miniature notamment), de deux boîtes à épices, d'objets liés à la parure (miroir) et d'un objet cultuel (patère).
Un coffret en ivoire en forme de tête juvénile trouvé à Vienne au XIXe siècle montre la prospérité des élites de la ville au IVe siècle.
Autour de ces pièces exceptionnelles figurent des séries notables : antéfixes, tuyaux de plombs, lampes à huile, sigillées, verrerie, céramique commune…
Autour de ces objets trouvés à Vienne ou aux environs figurent des collections issues de sites éloignés : objets issus de nécropoles champenoises de l'âge du Bronze données par le conservateur Vassy, ou de nécropoles prédynastique de Khozan (Égypte) et antique de Koban (Ossétie) données par l'archéologue lyonnais Ernest Chantre.

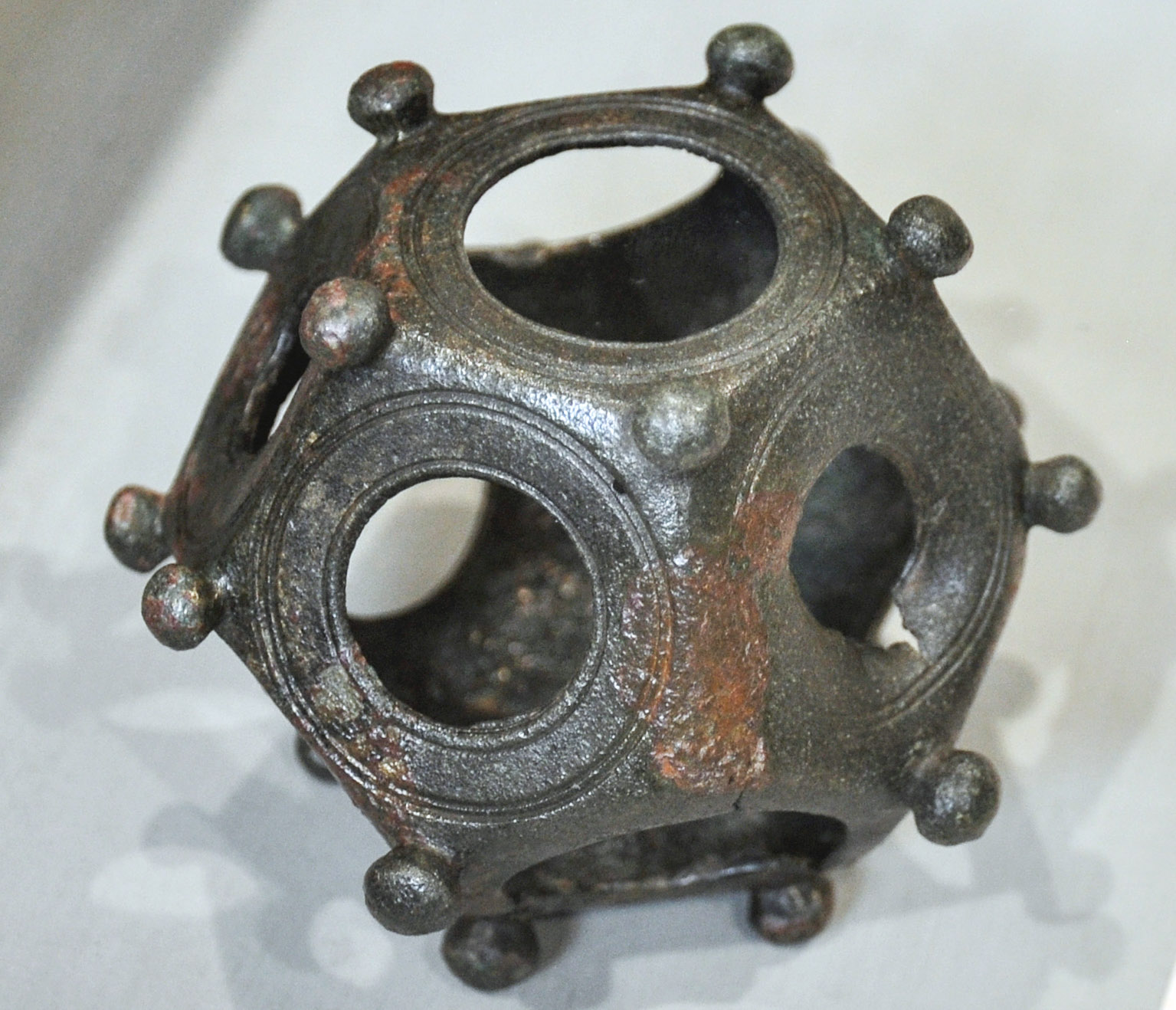
Dodécaèdre romain, en bronze.
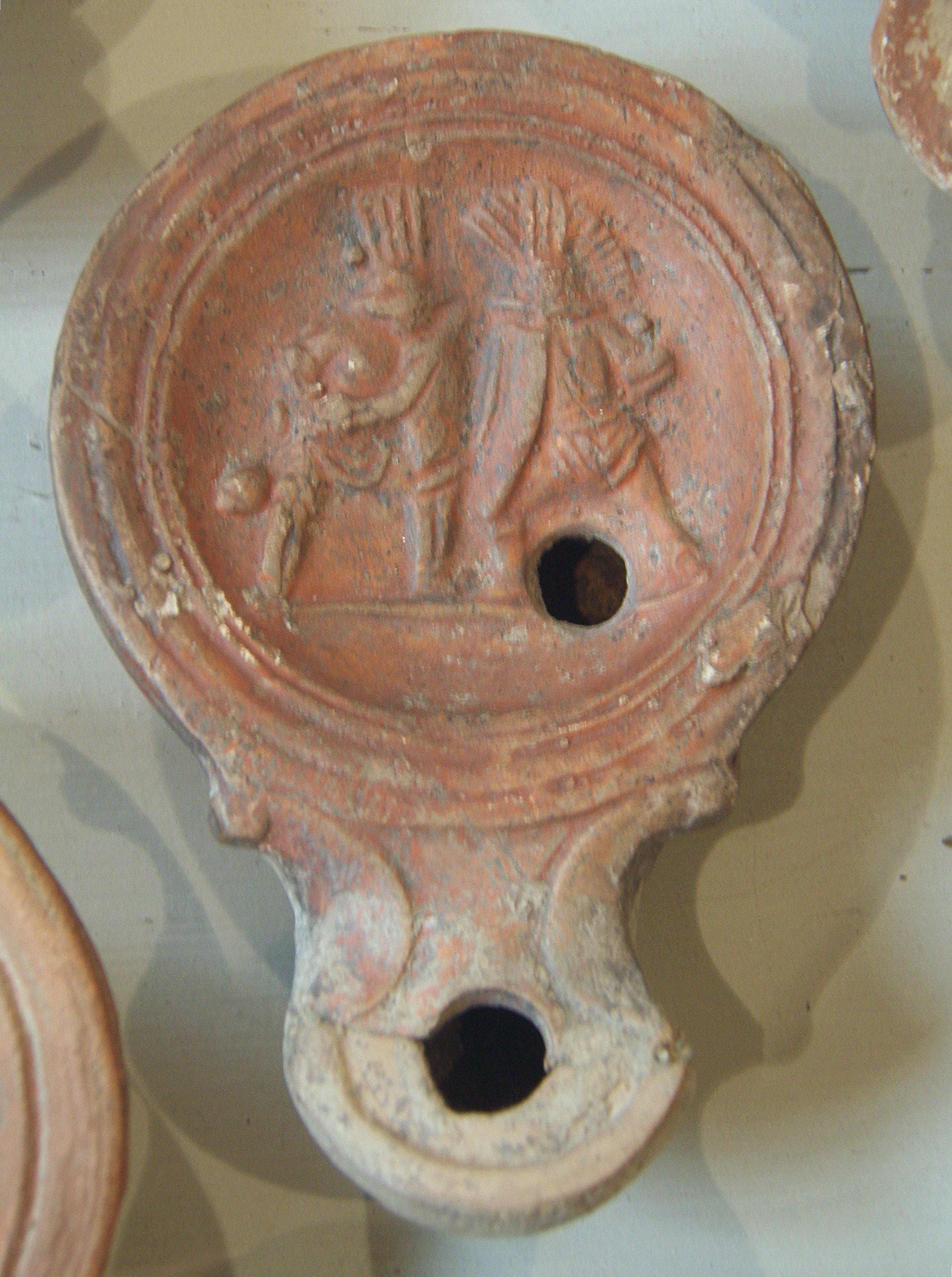
Lampe romaine en terre  cuite,  montrant  deux gladiateurs.
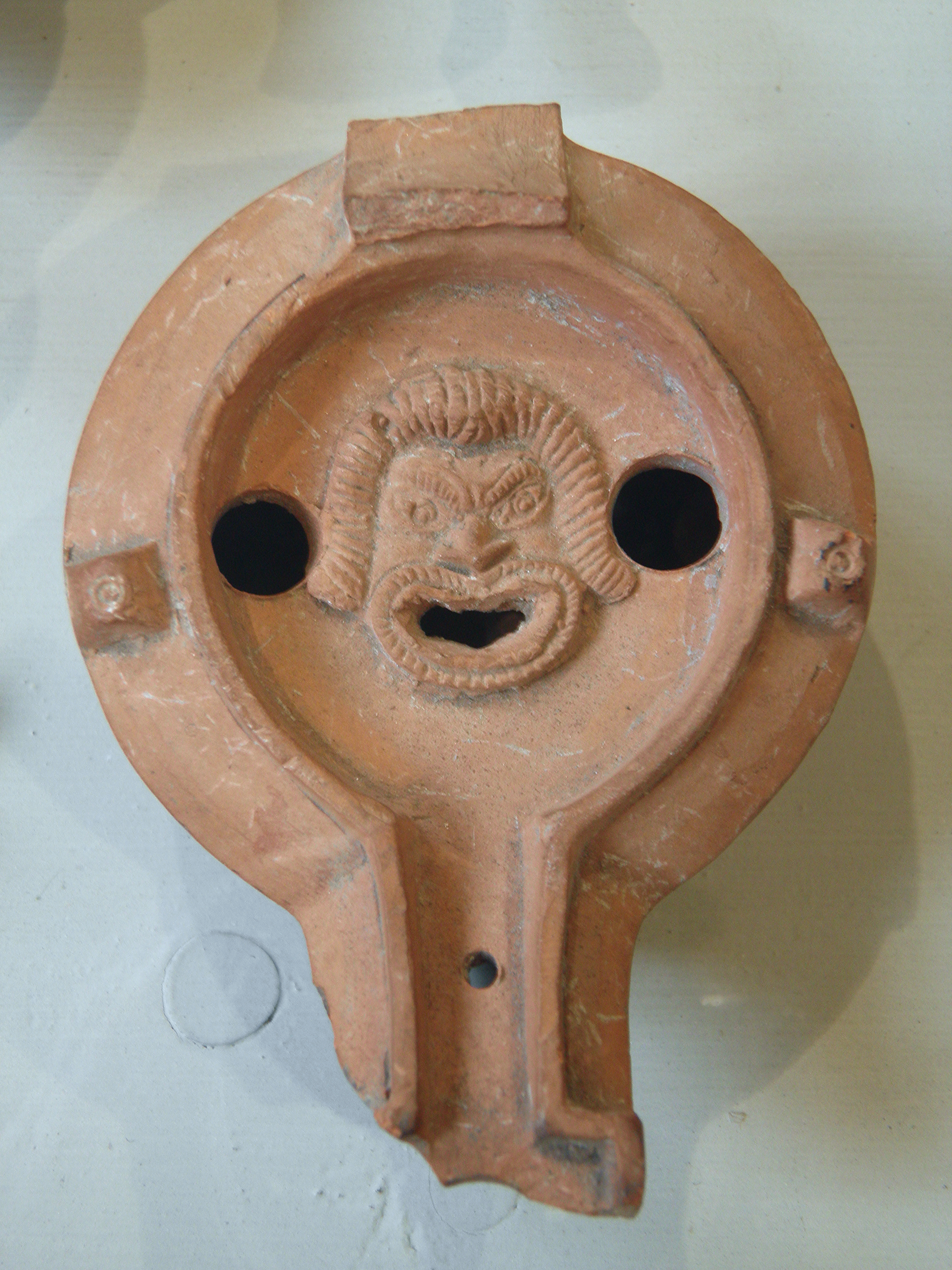
Lampe romaine, masque de comédie.

### Moyen Âge

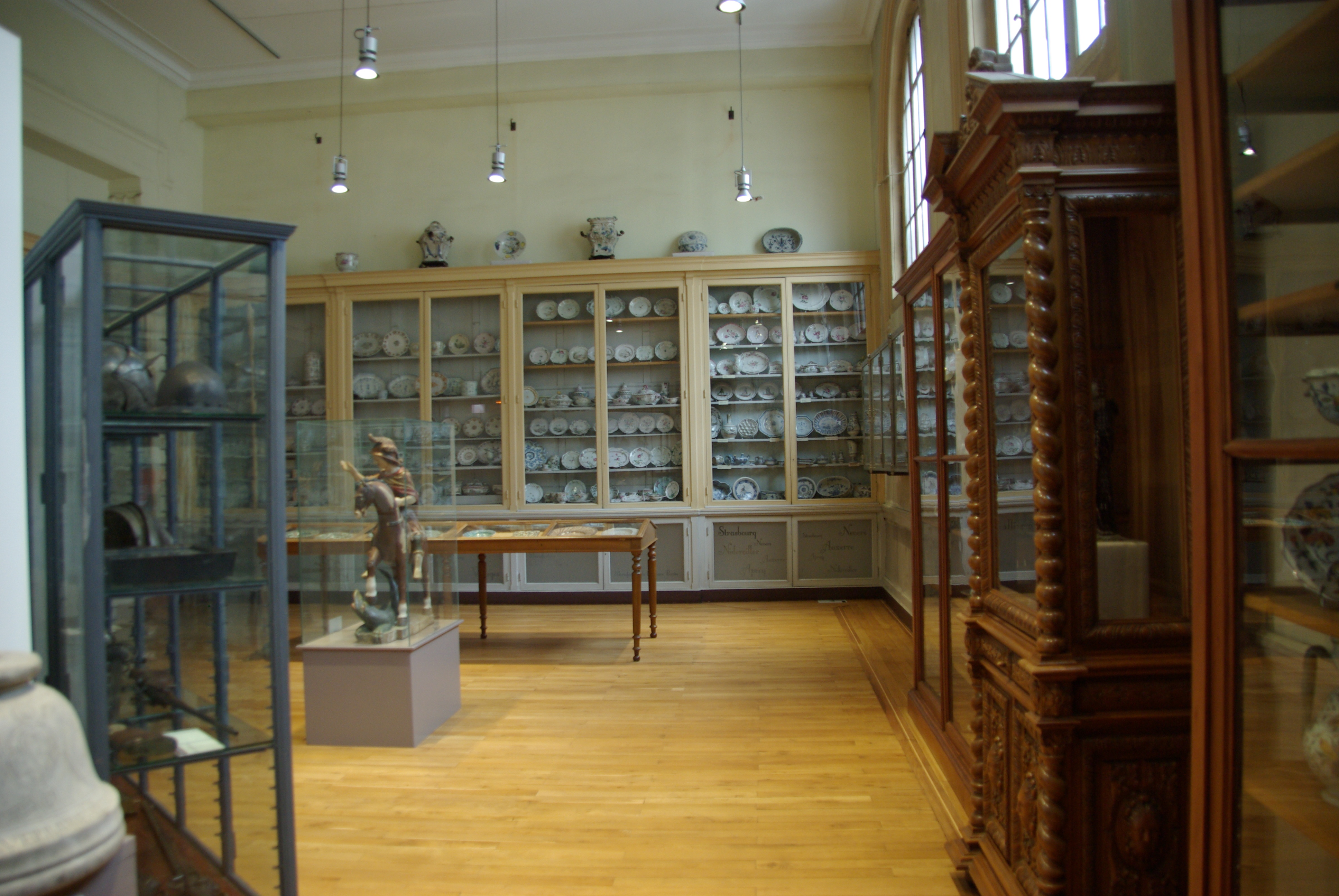
Exposition de faïences.

Deux sites viennois (rue de Bourgogne et ancienne église Saint-Georges) ont livré des séries complètes de céramique commune depuis le haut Moyen Âge jusqu'au XVIIIe siècle, illustrant l'évolution de la production locale. Quelques verres, notamment des ampoules, ont également été découvert lors de ces fouilles. L'épitaphe du roi Boson de Provence (844-887) évoque la période où la ville a été choisie comme capitale du royaume de Bourgogne. Une base de lutrin (première moitié du XIIe siècle) en marbre témoigne de la qualité des artistes employés à Vienne à cette époque.

### Époques moderne et contemporaine
Les collections modernes et contemporaines ne sont pas directement liées à l'histoire de la ville mais sont issues de donations : faïences (XVIe – XIXe siècle), armement (XVIe – XVIIe siècle), mobilier (XVIIIe – XIXe siècle), peinture (XVIe – XXe siècle) et sculpture (XIXe – XXe siècle).

La collection de faïences commence avec des carreaux de pavement provenant de la chapelle du château de la Bastie d'Urfé, XVIe siècle. Elle est particulièrement riche pour la production française : Moustiers, Lyon, Marseille, Meillonnas (Ain), La Tronche (Isère), Varages (Var), Rouen, Strasbourg, Niderviller, Nancy, Sceaux. Delft est également représenté pour les XVIIe et XVIIIe siècles. Deux ensembles se dégagent : les pots à pharmacie et les bénitiers de chevet.

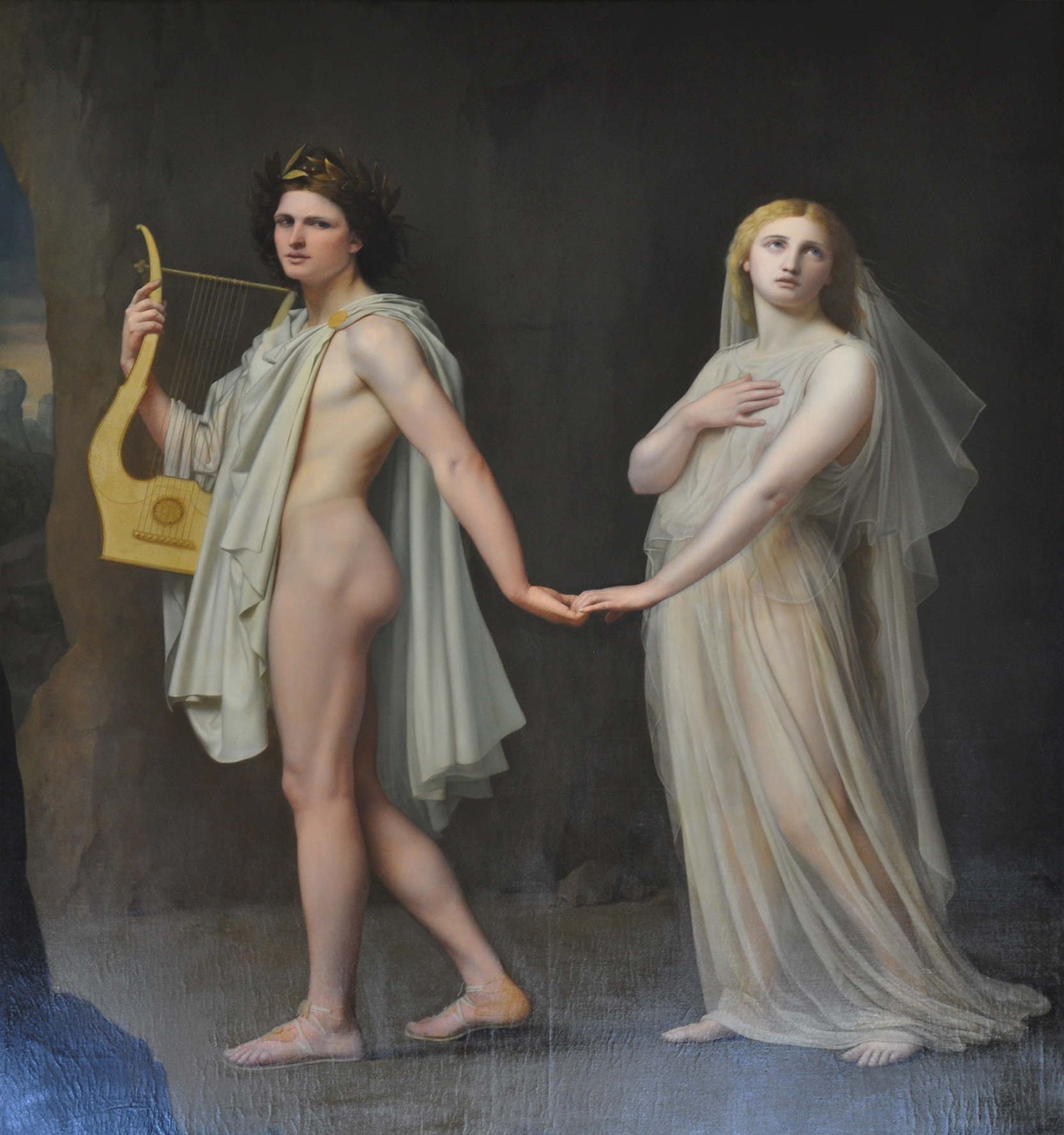
Orphée et Eurydice

Les tableaux présentés dans les salles du musée sont regroupés par genres : peintures d'inspiration antique présentés dans la salle d'archéologie tandis que la salle de Peintures regroupe les genres du paysage, portrait et scènes de genre, peintures religieuses, natures mortes et peintures animalières. Elles s'égrènent du XVIe au XIXe siècle. La collection commence avec deux œuvres du XVIe siècle : une nativité provenant de l'église de Saint-André-le-Bas et un portrait de l'archevêque Jérôme de Villars de 1589. Petits maîtres néerlandais, et œuvres d'ateliers côtoient Loth et ses filles de Claude Vignon. Les artistes lyonnais et dauphinois sont particulièrement représentés : Jean-Baptiste Poncet, élève d'Hippolyte Flandrin, Tony Zacharie, l'abbé Guétal ou encore Eugène Ronjat actifs au XIXe siècle. 

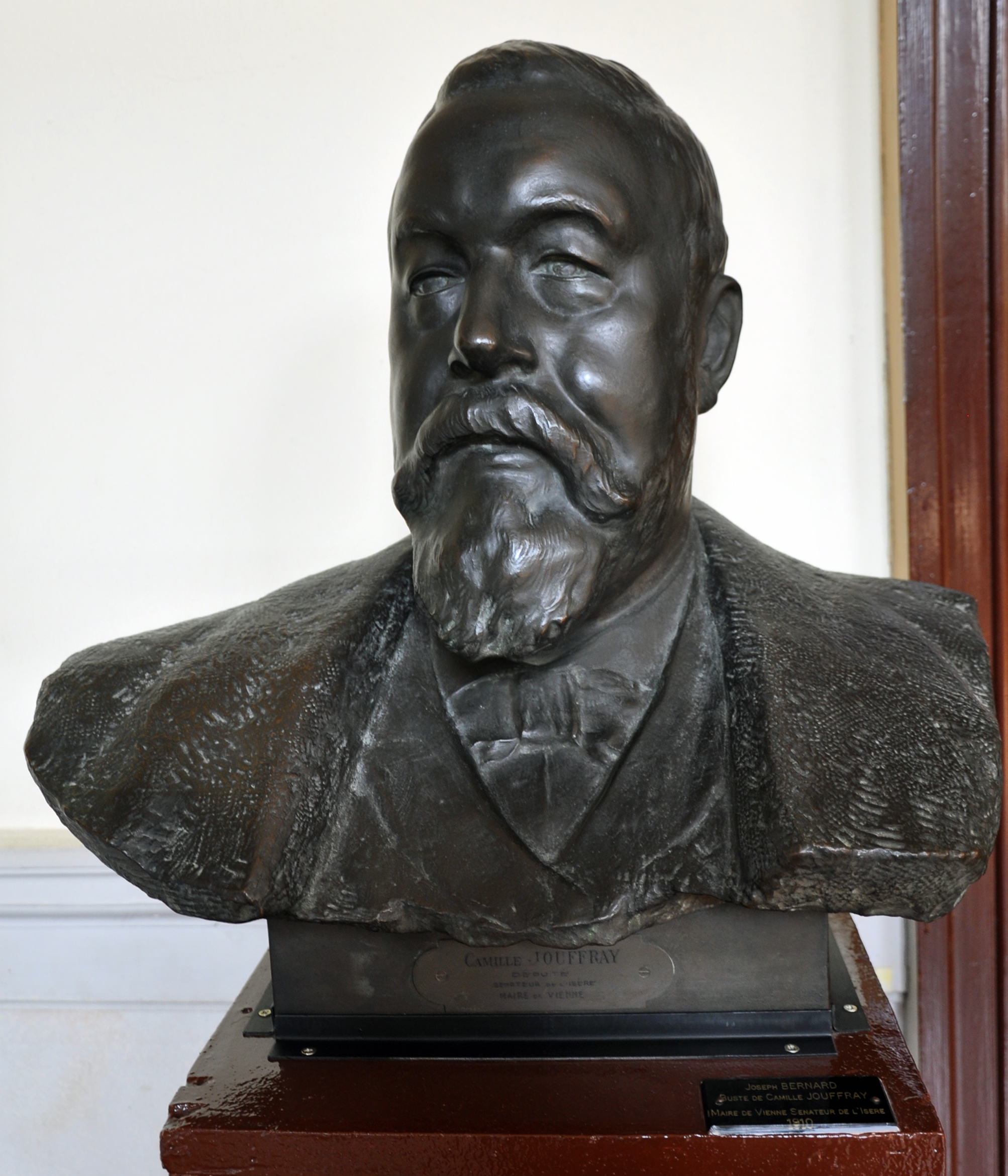
Buste de Camille Jouffray

Une collection de sculptures complète la salle de Peintures. La sculpture y est dominée par la figure de Joseph Bernard, considéré comme l'une des grandes figures du renouveau de la sculpture en taille directe, avec la présence des Danseurs (1927), qui évoque la thématique du mouvement et de la danse qui lui fut chère ainsi que le buste de Camille Jouffray, sénateur de l'Isère et la maquette du monument à Michel Servet. Ce dernier monument est la première grande commande de Joseph Bernard, qui lui vient de la mairie de Vienne, ville natale du sculpteur.